# Théorème du singe
Ne doit pas être confondu avec Paradoxe du singe savant.
 (août 2007).
Si vous disposez d'ouvrages ou d'articles de référence ou si vous connaissez des sites web de qualité traitant du thème abordé ici, merci de compléter l'article en donnant les références utiles à sa vérifiabilité et en les liant à la section « Notes et références ».
Le théorème du singe est une fable décrivant une expérience imaginaire menée sur un groupe de singes. Elle exprime la transmission et la perpétuation de croyances collectives au sein d'une population progressivement renouvelée, et ce même après que la cause première de ces croyances est éteinte et après la disparition de tout témoin de cette cause. Le phénomène et les comportements supposés des singes n'ont pas été confirmés dans la réalité par une expérience conforme à celle décrite dans la fable.

## Récit de l'expérience
Une vingtaine de chimpanzés sont isolés dans une pièce où se trouve une banane en haut d'une échelle. Dès qu'un singe commence à escalader l'échelle, les autres reçoivent automatiquement une douche froide.
Rapidement, les chimpanzés apprennent qu'ils ne doivent pas escalader l'échelle s'ils veulent éviter d'être arrosés. La douche est ensuite désactivée, mais les chimpanzés conservent l'expérience acquise et ne tentent pas d'approcher de l'échelle.
Un des singes est remplacé par un nouveau. Lorsque ce dernier s'approche de l'échelle, les autres singes l'agressent violemment et le repoussent. Lorsqu'un second chimpanzé est remplacé, lui aussi se fait agresser en tentant d'escalader l'échelle, y compris par le premier singe remplaçant.
L'expérience est poursuivie jusqu'à ce que la totalité des premiers chimpanzés qui avaient effectivement eu à subir les douches froides soient tous remplacés. Pourtant, les singes ne tentent toujours pas d'escalader l'échelle pour atteindre la banane. Et si l'un d'entre eux s'y essaye néanmoins, il est puni par les autres, sans qu'aucun ne sache pourquoi cela est interdit bien qu'aucun n'ait jamais subi de douche froide.

## Enseignement
Cette histoire est utilisée pour symboliser par exemple la naissance et le fonctionnement de la « culture d'entreprise », des cultures familiales et des secrets de famille notamment. 
Elle tente d'expliquer par la parabole comment une habitude se perpétue et devient tradition, longtemps après qu'on en a oublié la raison, au point parfois d'aboutir à des situations bloquées.
Selon un article dans la revue Psychology Today, cette histoire serait inspirée d'une expérience réelle présentant quelques similitudes.

## Dans la fiction
- Le Théorème du singe, roman noir de Christian Blanchard, Éditions du Barbu, 2007.